# Замок Заузенбург
Замок Заузенбург — руины средневекового замка на западе немецкой федеральной земли Баден-Вюртемберг. Расположенный на горе Заузенберг на высоте 665 м к востоку от деревни Зитценкирх (на территории современного города Кандерн), Заузенбург был родовым замком одной из ветвей Баденского дома — маркграфов Хахберг-Заузенбергских.

## Исторический очерк
В начале XII века земли, на которых построен замок, были подарены Вернером фон Кальтенбахом монастырю св. Власия, который, скорее всего, и в Зитценкирхе организовал одно из своих пробств, и, возможно, начал застраивать гору Заузенберг.
В 1232 году владение Заузенберг было приобретено маркграфами Баден-Хахбергскими, построившими здесь замок, и с 1246 года использовавшими его в качестве своей резиденции.
С разделом маркграфства в 1306 году замок дал имя новой побочной линии баденского дома, маркграфам Хахберг-Заузенбергским. Однако уже вскорости, после присоединения владения Рёттельн в 1315 году, маркграфская резиденция была перенесена в замок Рёттельн, в то время как Заузенбург был в дальнейшем управляем посредством фогта.
В 1503 году, вместе с воссоединением хахберг-заузенбергских владений с маркграфством Баден в результате так называемой «рёттельнской сделки», замок Заузенбург отошёл основной линии Баденского дома.
В 1678 году замок был разрушен французскими войсками маршала Креки в ходе Голландской войны, и впоследствии оставлен.

## Современное использование
Замок открыт для свободного посещения. Частично сохранившаяся главная башня, бергфрид, предлагает прекрасный озор предгорий Шварцвальда.

## Галерея

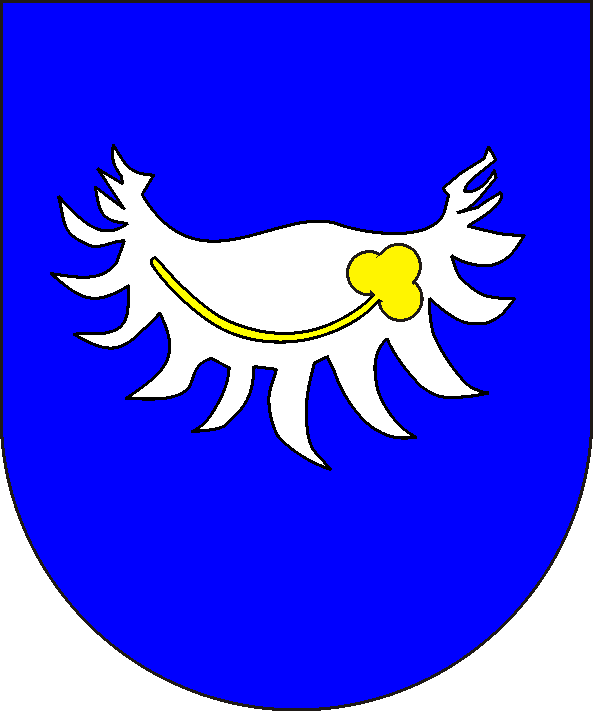
Герб ландграфства Заузенберг
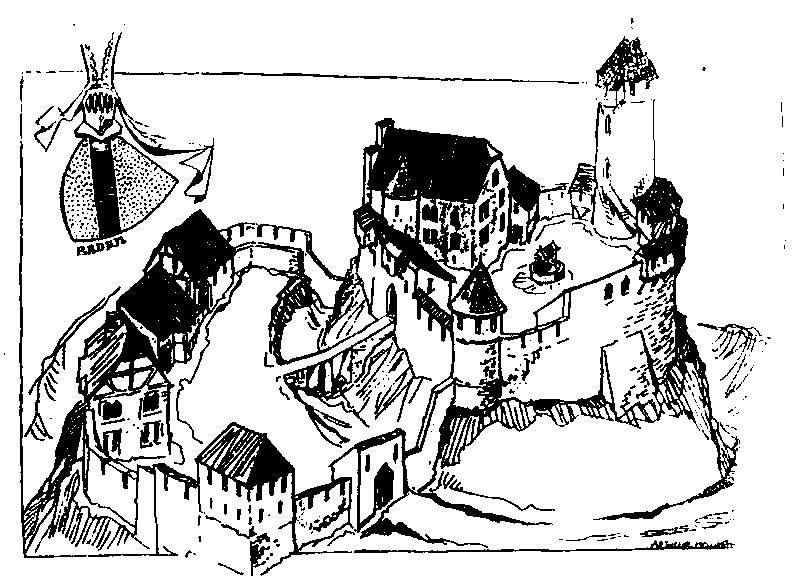
Реконструкция облика замка до его разрушения